# イングウェ
イングウェ(Ingwë、第一紀4550年? - )は、J・R・R・トールキンの中つ国を舞台とした小説、『シルマリルの物語』、『中つ国の歴史』の登場人物。ヴァンヤールの王であり、すべてのエルフの上級王。
近親にインディスがいる。

## 西方への移動
かれはクウィヴィエーネン（目覚めの湖）のほとりで目覚めた最初のエルフのひとりである。オロメはかれらを見いだし、ヴァラールの待つ西方の地アマンへと召しだそうとしたが、ヴァラールをおそれたエルフたちはこれに応じなかった。そこでオロメは、イングウェ、フィンウェ、エルウェの三人を使節として選び、ヴァリノールへと送った。かの地でヴァラールと二本の木の光を見たかれらは、クウィヴィエーネンに戻ると、同胞たちに西方への移住を勧めた。イングウェの民はその全員がかれに従い、アマンの地へと移住した。かれらは旅の第一陣であり、ヴァンヤールと呼ばれるようになった。

## ヴァリノール
ヴァリノールでマンウェはヴァンヤールに詩と歌を授け、カラクウェンディのなかでもっとも愛した。ヴァンヤールもマンウェを愛し、かれの膝下に住んだ。かれらはメルコールの虚言に惑わされず、ノルドールの反乱に巻き込まれなかった。イングウェはヴァンヤールの王として、またすべてのエルフの上級王として、尊敬を受けて今もヴァリノールに住んでいる。

## 異伝
初期の草稿でのかれの名は、インウェ（Inwë）とされている。そのかわりイングウェもしくはイング（Ing）は人間であるとされた。この初期の物語での人間イングウェは、ルーシエン（Lúthien）、またはレイシアン（Leithian）、またはルサニー（Luthany）と呼ばれる国の王であるとされた。かれはオッセによって海の東の地へと吹き寄せられ、アングル人、サクソン人、ジュート人、フリース人の先祖となった。そしてアングル人、サクソン人、ジュート人は海を西へと渡ってイングウェの故国に帰り、そこの名をブリテンと改めた。
トールキンはこの物語の中で、イング（またはインギオ、イングイ、イングヴィ（Ing/Ingio/Ingui/Yngvi））と呼ばれるゲルマン民族の先祖に関する伝統的な伝承を、自作の神話に織り交ぜようとした。イングはタキトゥスが『ゲルマニア』で言及した、ゲルマン人の三部族のひとつ、インガエオネース族（またはインガエウォネース族）の名祖である。「イング」は北欧神話のフレイの別名であり、ここではスウェーデンのイングリング王家（House of Ynglings）の名祖となっている。またフレイはアルフヘイムのアルフたちの王であり、ここに全エルフの上級王であるイングウェとの相似が見られる。

## 註
1. ↑  ルーシエンはエルフの乙女の名前として、レイシアンはルーシエンとベレンの生涯を題材とした詩、「レイシアンの歌（Lay of Leithian)」として、作中に登場する。「ルサニー」は本来イギリスの詩人フランシス・トンプソンが、彼の詩作のなかで「イングランド、ブリテン」を意味する言葉として使用していた。
2. ↑  「一つの源からでた部族が四つに分かれ、そのうち三つの部族が海を渡る」という着想は、中つ国のエルフの西方への旅へと受け継がれた。